# Zack Pianalto
(en) Statistiques sur pro-football-reference
Zack Pianalto (né le 27 mai 1989 à Springdale) est un joueur américain de football américain.

## Carrière

### Université
Pianalto joue à l'université de Caroline du Nord à Chapel Hill avec l'équipe de football américain des Tar Heels.

### Professionnel
Zack Pianalto n'est sélectionné par aucune équipe lors du draft de la NFL de 2011. Peu de temps après, il signe comme agent libre non drafté avec les Bills de Buffalo et joue avec quatre-neuf autres hommes le camp d'entrainement des Bills. Il réussit son pari en faisant partie de l'effectif des cinquante-trois hommes sélectionné pour commencer la saison sous les couleurs de Buffalo mais il est libéré de tout contrat le lendemain.
Le 5 septembre 2011, il signe avec les Buccaneers de Tampa Bay et est nommé troisième tight end de l'équipe pour la saison. Durant cette saison, il reçoit quatre passes pour quarante yards. Il fait une saison 2012 vierge et est libéré dès la saison écoulée.
Le 11 janvier 2013, il signe un contrat de réserviste d'une durée d'un an avec les Steelers de Pittsburgh en même temps que le botteur Daniel Hrapmann. Pianalto est résilié en juin 2013. 
Il tente de rebondir chez les Panthers de la Caroline, signant avec eux le 30 juillet. Cependant, il n'est pas conservé longtemps et est résilié dans le courant du mois d'août.